# Омега Змеи
Омега Змеи (лат. Omega Serpentis) — звезда, которая находится в созвездии Змея на расстоянии около 262 световых лет от нас. Вокруг звезды обращается, как минимум, одна планета.

## Характеристики
ω Змеи представляет собой жёлтый гигант 5,21 видимой звёздной величины; его можно наблюдать невооружённым глазом. Впервые в астрономической литературе упоминается в атласе Уранометрия, изданном Иоганном Байером в 1603 году. Масса звезды равна 2,17 массам Солнца, а по размерам она превосходит в 12 с лишним раз наше дневное светило. Температура поверхности звезды составляет около 4770 кельвинов. Светимость ω Змеи превышает солнечную в 70,8 раз. Предполагаемый возраст около 4 миллиардов лет.

## Планетная система
В 2013 году японской группой астрономов, работающих со спектрографом HIDES, было объявлено об открытии планеты ω Змеи b в системе. Она представляет собой газовый гигант, превосходящий по массе Юпитер в 1,7 раз. Орбита планеты расположена на расстоянии 1,1 а. е. от родительской звезды. Год на ней длится около 277 суток. Открытие было совершено методом доплеровской спектроскопии. С 2001 по 2003 за планетой наблюдали при помощи программы поиска планет Окаяма.